# Михайловка (Курманаєвський район)
Миха́йловка (рос. Михайловка) — село у складі Курманаєвського району Оренбурзької області, Росія.

## Населення
Населення — 711 осіб (2010; 767 у 2002).
Національний склад (станом на 2002 рік):
- чуваші — 53 %
- росіяни — 45 %